# ノーラン・ジョーンズ
ノーラン・アレン・ジョーンズ（Nolan Allen Jones, 1998年5月7日 - ）は、 アメリカ合衆国ペンシルベニア州バックス郡ラングホーン出身のプロ野球選手（三塁手、外野手）。右投左打。MLBのクリーブランド・ガーディアンズ所属。

## 経歴

### プロ入りとインディアンス傘下時代
2016年のMLBドラフト2巡目（全体55位）でクリーブランド・インディアンスから指名されプロ入り。なお、契約しない場合はバージニア大学へ進学の予定であった。契約後、傘下のルーキー級アリゾナリーグ・インディアンスでプロデビュー。32試合に出場して打率. 257、9打点、3盗塁を記録した。
2017年はA-級マホーニングバレー・スクラッパーズでプレーし、62試合に出場して打率.317、4本塁打、33打点、1盗塁を記録した。
2018年はA級レイクカウンティ・キャプテンズとA+級リンチバーグ・ヒルキャッツでプレーし、2球団合計で120試合に出場して打率.283、19本塁打、66打点、2盗塁を記録した。
2019年はA+級リンチバーグとAA級アクロン・ラバーダックスでプレーし、2球団合計で126試合に出場して打率.272、15本塁打、63打点、7盗塁を記録した。7月にはオールスター・フューチャーズゲームのアメリカンリーグ選抜に選出された。オフにはアリゾナ・フォールリーグに参加し、メサ・ソーラーソックスに所属した。
2020年は新型コロナウイルスの影響でマイナーリーグのシーズンが中止となり、公式戦の出場は無かった。オフの11月20日にルール・ファイブ・ドラフトでの流出を防ぐために40人枠入りした。
2021年はAAA級コロンバス・クリッパーズでプレーし、99試合に出場して打率.238、13本塁打、48打点、10盗塁を記録した。

### ガーディアンズ時代
2022年も開幕をAAA級コロンバスで迎えた。7月8日にメジャー初昇格を果たした。同日のカンザスシティ・ロイヤルズ戦にて「7番・右翼手」で先発出場してメジャーデビューすると、2安打1打点を記録した。

### ロッキーズ時代
2022年11月15日にフアン・ブリトーとのトレードでコロラド・ロッキーズへ移籍した。
2023年は初めてメジャーに定着し、106試合に出場して打率.297、20本塁打、62打点、20盗塁を記録。ナ・リーグの新人王投票では4位となった。

### ガーディアンズ復帰
2025年3月22日にタイラー・フリーマンとのトレードで、古巣のガーディアンズへ移籍した。

## 選手としての特徴
大型三塁手の資質を秘め、左打者だがクリス・ブライアントと比較する声もあった。

## 詳細情報

### 年度別打撃成績
| 年 度    | 球 団    | 試 合 | 打 席 | 打 数 | 得 点 | 安 打 | 二 塁 打 | 三 塁 打 | 本 塁 打 | 塁 打 | 打 点 | 盗 塁 | 盗 塁 死 | 犠 打 | 犠 飛 | 四 球 | 敬 遠 | 死 球 | 三 振 | 併 殺 打 | 打 率 | 出 塁 率 | 長 打 率 | O P S |
| -------- | -------- | ----- | ----- | ----- | ----- | ----- | -------- | -------- | -------- | ----- | ----- | ----- | -------- | ----- | ----- | ----- | ----- | ----- | ----- | -------- | ----- | -------- | -------- | ----- |
| 2022     | CLE      | 28    | 94    | 86    | 10    | 21    | 5        | 0        | 2        | 32    | 13    | 0     | 0        | 0     | 0     | 8     | 1     | 0     | 31    | 2        | .244  | .309     | .372     | .681  |
| 2023     | COL      | 106   | 424   | 367   | 60    | 109   | 22       | 4        | 20       | 199   | 62    | 20    | 4        | 0     | 1     | 53    | 3     | 3     | 126   | 1        | .297  | .389     | .542     | .931  |
| 2024     | COL      | 79    | 297   | 256   | 28    | 58    | 13       | 1        | 3        | 82    | 28    | 5     | 4        | 1     | 3     | 36    | 2     | 1     | 91    | 7        | .227  | .321     | .320     | .641  |
| MLB：3年 | MLB：3年 | 213   | 815   | 709   | 98    | 188   | 40       | 5        | 25       | 313   | 103   | 25    | 8        | 1     | 4     | 97    | 6     | 4     | 248   | 10       | .265  | .355     | .441     | .797  |

- 2024年度シーズン終了時

### 年度別守備成績
内野守備
| 年 度 | 球 団 | 一塁（1B） | 一塁（1B） | 一塁（1B） | 一塁（1B） | 一塁（1B） | 一塁（1B） | 三塁（3B） | 三塁（3B） | 三塁（3B） | 三塁（3B） | 三塁（3B） | 三塁（3B） |
| 年 度 | 球 団 | 試 合      | 刺 殺      | 補 殺      | 失 策      | 併 殺      | 守 備 率   | 試 合      | 刺 殺      | 補 殺      | 失 策      | 併 殺      | 守 備 率   |
| ----- | ----- | ---------- | ---------- | ---------- | ---------- | ---------- | ---------- | ---------- | ---------- | ---------- | ---------- | ---------- | ---------- |
| 2023  | COL   | 10         | 69         | 3          | 1          | 8          | .986       | 1          | 0          | 4          | 0          | 1          | 1.000      |
| MLB   | MLB   | 10         | 69         | 3          | 1          | 8          | .986       | 1          | 0          | 4          | 0          | 1          | 1.000      |

外野守備
| 年 度 | 球 団 | 左翼（LF） | 左翼（LF） | 左翼（LF） | 左翼（LF） | 左翼（LF） | 左翼（LF） | 中堅（CF） | 中堅（CF） | 中堅（CF） | 中堅（CF） | 中堅（CF） | 中堅（CF） | 右翼（RF） | 右翼（RF） | 右翼（RF） | 右翼（RF） | 右翼（RF） | 右翼（RF） |
| 年 度 | 球 団 | 試 合      | 刺 殺      | 補 殺      | 失 策      | 併 殺      | 守 備 率   | 試 合      | 刺 殺      | 補 殺      | 失 策      | 併 殺      | 守 備 率   | 試 合      | 刺 殺      | 補 殺      | 失 策      | 併 殺      | 守 備 率   |
| ----- | ----- | ---------- | ---------- | ---------- | ---------- | ---------- | ---------- | ---------- | ---------- | ---------- | ---------- | ---------- | ---------- | ---------- | ---------- | ---------- | ---------- | ---------- | ---------- |
| 2022  | CLE   | -          | -          | -          | -          | -          | -          | -          | -          | -          | -          | -          | -          | 22         | 48         | 2          | 0          | 1          | 1.000      |
| 2023  | COL   | 60         | 106        | 11         | 2          | 1          | .983       | 5          | 5          | 2          | 0          | 0          | 1.000      | 34         | 52         | 6          | 1          | 2          | .983       |
| 2024  | COL   | 69         | 103        | 4          | 5          | 0          | .955       | -          | -          | -          | -          | -          | -          |            |            |            |            |            |            |
| MLB   | MLB   | 129        | 209        | 15         | 7          | 1          | .970       | 5          | 5          | 2          | 0          | 0          | 1.000      | 56         | 100        | 8          | 1          | 3          | .991       |

- 2024年度シーズン終了時

### 背番号
- 33（2022年）
- 22（2023年 - ）

### 記録
MiLB
- オールスター・フューチャーズゲーム選出：1回（2019年）